# Жировицька ікона Божої Матері
Жировицька ікона Божої Матері — ікона Богородиці, що з'явилася в Жировичах (Слонімський район, Гродненська область, Білорусь). Почитається православними і католиками (латинського і візантійського обрядів). Одна з найшанованіших святинь Білорусі. Свято ікони 7 (20) травня. На місці з'явлення ікони збудований Жировицький монастир.

## Опис ікони
Жировицька ікона Божої Матері вирізана на яшмі, має овальну форму розміром 5,7x4,1x0,8 см, подібна до камеї або нагрудної іконки. Образ Богоматері з Немовлям у невисокому рельєфі, зворотний бік ікони гладкий. Яшма має відтінки зеленого і темно-червоного кольорів. Поєднання цих кольорів створює оптичне враження вохристого кольору. Раніше на іконі був напис: «Чеснішу від Херувимів і незрівнянно славнішу від Серафимів, що без зотління Бога Слово породила» (до нашого часу не зберігся).
Богоматір на іконі зображена з Немовлям Христом на правій руці, ліву руку тримає біля грудей, Її непокрита голова нахилена праворуч і торкається голови Сина. Немовля в короткому хітоні, який залишає відкритими зігнуті коліна, зображене притуленим до Матері, права рука простягнута до Неї, голова закинута. Німби мають еліптичну форму. Можна розгледіти традиційні для такого типу ікон грецькі літери на позначенні Їх імен.
Серед білоруських чудотворних ікон Жировицька є єдиною, виконаною в плоскому рельєфі на камені. Жировицька ікона відноситься до іконографічного типу Єлеуса (Замилування), що відбиває ідею про Богоматеринське заступництво. Іконографія Замилування виникла в стародавньому коптському мистецтві Єгипту.

## Історія ікони

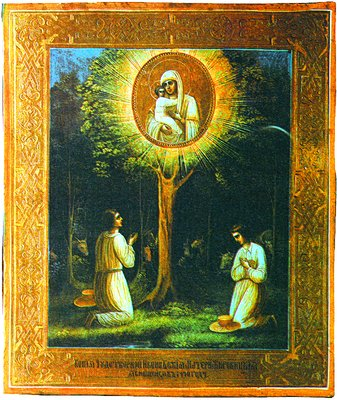
Чудесне з'явлення Жировицької ікони пастушкам, ікона ХІХ ст.

Згідно з легендою Жировицька ікона Божої Матері з'явилася в 1470 році поблизу села Жировичі (територія Білорусі). У лісі, який тоді належав унійному литовському вельможі Олександрові Солтану (прийняв унію в Римі 1468 р., а 1476 р. разом з іншими вельможами підписав «Послання Мисаїла до папи Сикста IV»), діти-пастухи побачили дуже яскраве світло, яке проникало крізь гілки грушевого дерева, що росло над струмком під горою. Хлопці підійшли ближче і побачили на дереві невелику ікону Божої Матері в променистому сяйві. Пастушки з благоговінням взяли іконку і віднесли до свого господаря — Олександра Солтана. Той замкнув її в скриньку. На наступний день до Солтана прийшли гості, і господар захотів показати їм чудову знахідку, але, на свій подив, він не виявив ікони в скриньці. Через деякий час пастушки знову знайшли ікону на тому ж місці, де і перший раз, і знову віднесли її Солтану. Солтан дав обітницю спорудити на місці явлення ікони церкву на честь Пресвятої Богородиці.
З часом навколо побудованого дерев'яного храму утворилося селище і виникла парафія. Близько 1560 року храм згорів, незважаючи на зусилля жителів загасити пожежу і врятувати ікону. Всі парафіяни думали, що вона загинула. Але одного разу селянські діти поверталися зі школи і побачили дивовижне явище: Діва надзвичайної краси, уся в променистому сяйві, сиділа на камені біля згорілого храму, а в руках у Неї була ікона, яку всі вже вважали втраченою. Діти поспішили повернутися і розповісти про побачене рідним і знайомим. Всі прийняли цю розповідь про видіння за Божественне одкровення і разом зі священиком вирушили до гори. На камені поруч із запаленою свічкою стояла Жировицька ікона Божої Матері. Жодних ушкоджень від вогню не було виявлено. На якийсь час ікону поставили в будинку священика місцевої парафії, а сам камінь обнесли огорожею. Коли збудували новий мурований храм, у ньому встановили чудотворну ікону. На початку XVI століття при цьому храмі виник монастир. У 1613 році монастир перейшов до греко-католиків і став василіянським та належав Василіянському Чинові до 1839 року.
З середини XVI ст. Ян Солтан почав будівництво кам'яного храму. Однак будівництво було несподівано зупинено у зв'язку з передачею Жировичів під заклад Кобринському єврею Іцхаку Михалевичу і переходом спадкоємців роду Солтанів у протестантизм. У 1605 господарем Жировичі став мстиславльський каштелян Іван Мелешко. Він з дружиною Ганною і канцлер Великого князівства Литовського Лев Сапега стали засновниками унійного монастиря. Першим ігуменом василіянського чоловічого Жировицького монастиря став Йосафат Кунцевич, майбутній унійний архієпископ полоцький. Монастир незабаром отримав широку популярність завдяки чудотворній іконі Божої Матері.
Коли в червні 1660 війська гетьмана литовського Павла Сапєги і Стефана Чарнецького перемогли московське військо під Полонкою, перемога була приписана чудотворному заступництву Божої Матері, особливо шанованої в Жировичах.

### Римська копія

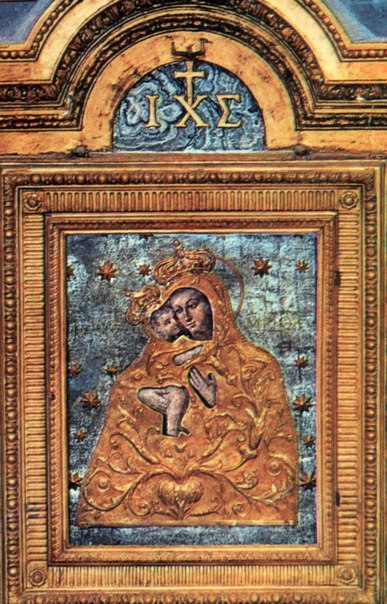
Жировицька ікона Божої Матері або «Madonna del Pascolo» в храмі святих мучеників Сергія і Вакха в Римі

У XVIII ст. слава Жировицької ікони зросла у зв'язку з відкриттям в Римі копії ікони. У 1718 в резиденції прокураторів Київського унійного митрополита, якою керували отці василіяни, розпочався ремонт, під час якого в захристії виявили написану на стіні фреску-копію Жировицької ікони. У 1719 році фреска була відреставрована Л. Г. да Кава, учнем римського художника В. Ломберті; виконана її копія і вислана до Жировичів (зникла, ймовірно, під час Першої світової війни). Мстиславльський стольник Михайло Загорський, отримавши від римської ікони зцілення, пожертвував срібну ризу і вінці. 13 вересня 1730 року відбулося перенесення фрески в головний вівтар церкви святих мучеників Сергія і Вакха в Римі.

### Коронування Жировицької ікони Божої Матері
В 1726 році постановою папської комісії, що дослідила понад 200 чудес Жировицької ікони, було затверджено рішення про її коронацію, що відбулася 8 вересня 1730 року. Напередодні свята коронації в Жировичі прийшли три процесії паломників з Вільна, Мінська, Міру. У процесії з Міру брав участь полк яничарів, що належав Радзивіллу. Протягом 8 днів в Жировицькому монастирі йшли урочисті богослужіння, під час проведення яких причастилися близько 140 тисяч осіб. Безпосередньо при самій коронації ікони були присутні 38 тисяч вірних. У щовечірніх богослужіннях разом з греко-католицькими священиками брали участь римо-католицькі монахи — бенедиктинці, францисканці, кармеліти, домініканці. Василіянин Скальський з нагоди святкування написав хвалебну пісню польською мовою «Жировичі любові криниця».
У межах міста Слоніма по дорозі до Жировичів були збудовані 6 тріумфальних арок. Арки були побудовані на кошти: 1) василіян і жителів Слонімського повіту; 2) митрополита Атанасія Шептицького; 3) Людовика Потія — воєводи віленського; 4) Радзивіллів — Єроніма і Миколи); 5) Михайла Вишневецького — канцлера і великого гетьмана литовського; 6) магнатського роду Сапег. Успенскій храм декорували сімома великими овальними мальовничими композиціями із зображенням чудес Жировицької ікони. Дві золоті корони (виготовлені в Римі стараннями прокуратора Василіянського Чину Венедикта Трулевича і освячені папою Бенедиктом XIII), поклав на ікону Київський унійний митрополит Атанасій Шептицький у співслужінні єпископів Володимирсько-Берестейського Теофіла Годзємби-Годебского і Пінсько-Турівського Юрія Булгака. Витрати, пов'язані безпосередньо з самою коронацією, взяла на себе вдова Кароля Станіслава Радзивілла Анна Катерина, мати папського посла, що доставив корони для коронації.

### Культ

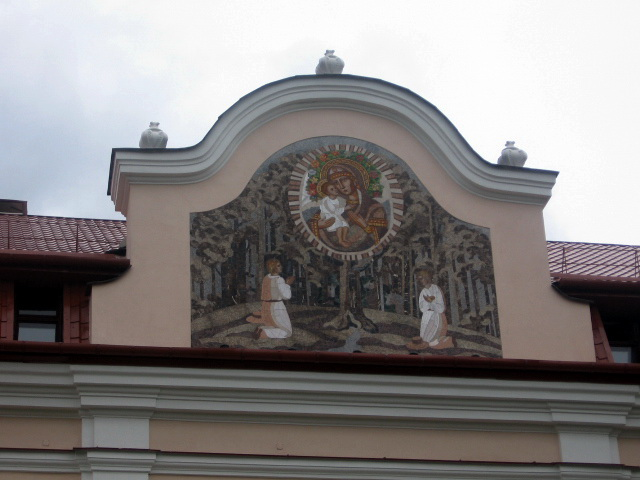
Забраження ікони на фронтоні Жировицького монастиря

Весь цей час Жировицька ікона Божої Матері була у великій пошані серед католиків обох обрядів. У 1744 до Жировицької ікони приїжджав король Речі Посполитої Август III і молився перед нею. У 1784 перед нею молився останній король Польщі Станіслав Август Понятовський.
Після Полоцького собору 1839 року Жировицький монастир був переданий православним. Але слава Жировицької ікони не згасла. Свідченням цього є численна література і піснеспіви, що прославляють чудеса Діви Марії Жировицької.
Під час Першої світової війни в 1915 році Жировицьку ікону Божої Матері в срібному окладі й іншими цінностями перевезли в Москву в собор Покрови Пресвятої Богородиці на Рову, після його закриття — в чоловічий монастир святої великомучениці Катерини в м. Видне Московської області. У січні 1922 року стараннями Жировицького архимандрита Тихона Шарапова, ікона знову була повернута в Жировичі (за переказами, він вивіз її в банці з варенням), але вже без окладу. Ченці Почаївської лаври виконали для Жировицької ікони кивот в 1922 році, в якому образ зберігався до 2008 року поки не отримав новий кивот. У 1938 році з Жировицькою іконою відбувалися багатолюдні хресні ходи по містах і селах Західної Білорусі. Всі зібрані на пожертви кошти йшли на ремонт Успенської церкви Жировицького монастиря. Навіть, незважаючи на всі гоніння з боку польської, і, особливо, радянській влади в 20—70-х роках XX століття, паломництва до чудотворної Жировицької ікони не припинялися. Міститься Жировицька ікона Божої Матері в іконостасі з лівого північного боку Царських врат головного храму монастиря — собору Успіння Богоматері.

### Молитва до Жировицької ікони
«О Мати Божа, Утішителько знедолених! Ми Тебе почитаємо в Жировицькій іконі, з якої Ти випромінюєш благодатне світло і показуєш повноту доброти, ніжності, надії і любові. Прибігаємо до Тебе, благаючи про зцілення для хворих, скріплення віри, розкаяння грішників, злагоду в сім'ях, єдність та солідарність з усіма християнами і добробут для всього світу. Благослови і захисти, молися і заступайся в Сина Твого Ісуса Христа за всіх нас. Амінь.»

## У літературі й усних свідченнях

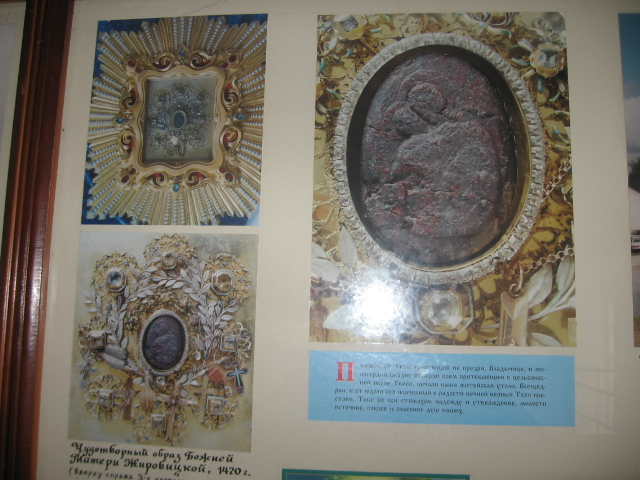
Стенд у храмі зі зображенням оригіналу Жировицької ікони

Першим відомим письмовим переказом легенди про Жировицьку ікону є написана в 1622 році ченцем Жировицького монастиря Теодосієм Боровиком старобілоруською мовою «Гистория або повесть людей розных, веры годных о образе чудовном пренасвятейшое девы Марии Жировицком в Повете Слонимском, вовсем згодливая, коротко выписанная и с немалою працою и старанием собранная през много грешного отца Федосия». У 1622 році у Вільно видана і книга «Історія, або розповіді людей, гідних довіри про чудотворну ікону пречистої Діви Марії Жировицької». Книга перевидавалася у Вільні (1624, 1628, 1629) і в Супраслі (1653, 1714).
У 1639 році вийшла «Історія про чудотворну ікону Жировицької Діви Марії». У 1644 році два дні в Жировичах провів король Речі Посполитої Владислав IV з дружиною Цецилією-Ренатою. У цьому ж році вийшла друком і нова книга про Жировицьку ікону — Олексія Дубовича «Зв'язок земних планет з небесними». У 1719 в Римі вийшла книга василіянина Ігнатія Володзька «Пресвята Діва Жировицька», в 1729 році книга каноніка Ісидора Нарди «Історичні вісті про копії ікони Діви Жировицької».
У другій половині XVIII ст. вийшли ще кілька книг про ікону. На даний час бібліографія досить обширна. Існує безліч письмових і усних свідчень про чудеса і зцілення, що сталися за посередництвом Жировицької ікони Божої Матері. На місці з'явлення ікони, як і поряд з ним, знаходяться джерела, які вважаються чудотворними.

## Голографічна копія
У липні 2013 року білоруськими вченими-голографістами була виконана голографічна копія Жировицької ікони Божої матері. Робота проводилася з благословення єпископа Новогрудського і Лідського Гурія, намісника Свято-Успенського Жировицького ставропігійного чоловічого монастиря.

## Галерея

Інші зображення Жировицької ікони Божої Матері
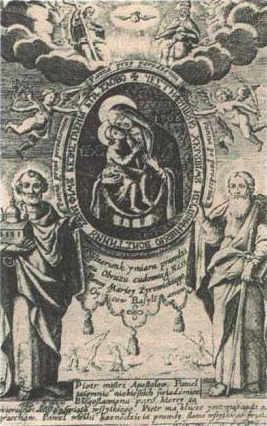
Гравюра Олександра Тарасевича, 1682
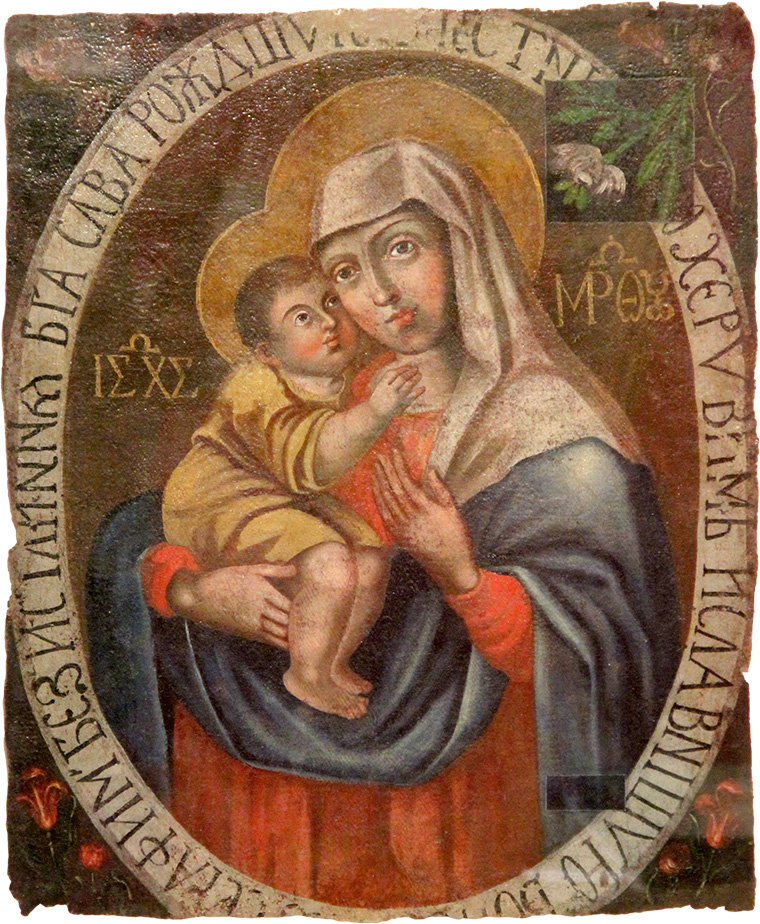
Турівський список Жировицької ікони, XVIII ст.
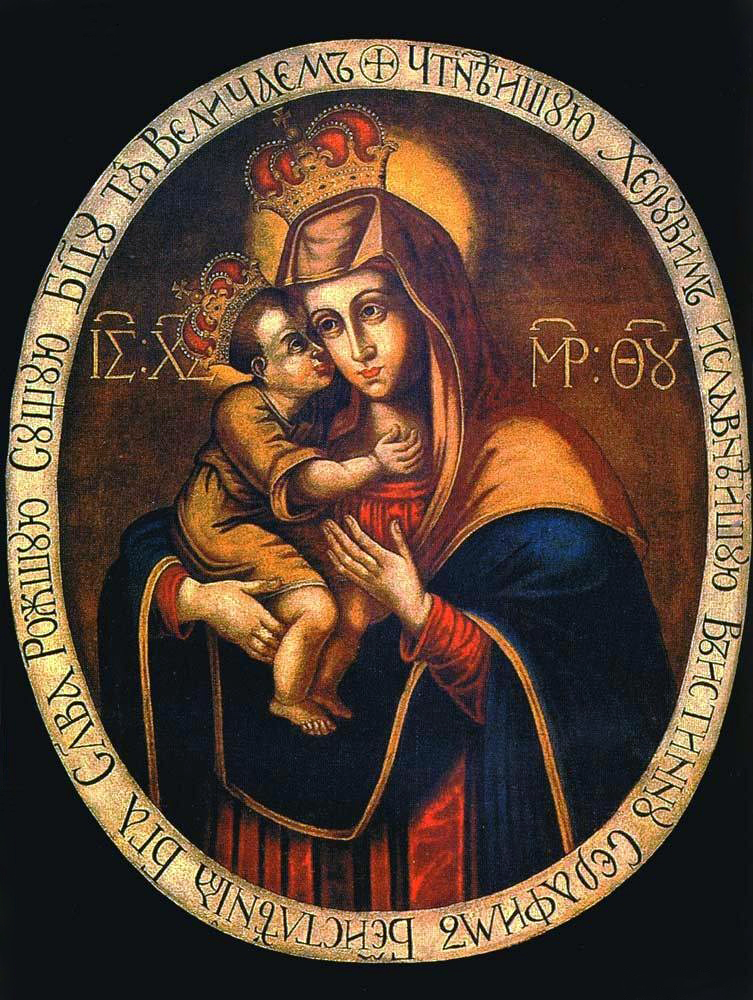
Список Жировицької ікони з Битенського василіянського монастиря, XVIII ст.
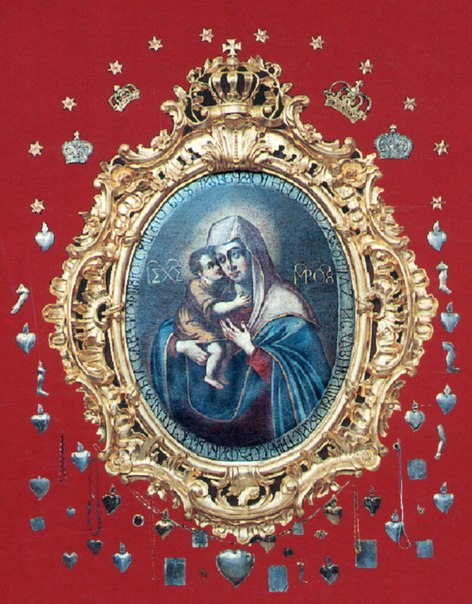
Жировицька ікона в костелі св. Андрія в Слонімі